# Real Betis Balompié 2023-2024
Questa voce raccoglie le informazioni riguardanti il Real Betis Balompié nelle competizioni ufficiali della stagione 2023-2024.

## Maglie e sponsor
| Casa | Trasferta |

## Rosa
Rosa e numerazione aggiornate al 9 febbraio 2024.
| N. |                           | Ruolo | Calciatore       |
| -- | ------------------------- | ----- | ---------------- |
| 1  | Cile (bandiera)           | P     | Claudio Bravo    |
| 2  | Spagna (bandiera)         | D     | Héctor Bellerín  |
| 3  | Spagna (bandiera)         | D     | Juan Miranda     |
| 4  | Costa d'Avorio (bandiera) | C     | Paul Akouokou    |
| 4  | Stati Uniti (bandiera)    | C     | Johnny           |
| 5  | Argentina (bandiera)      | C     | Guido Rodríguez  |
| 6  | Argentina (bandiera)      | D     | Germán Pezzella  |
| 7  | Marocco (bandiera)        | A     | Abde Ezzalzouli  |
| 8  | Francia (bandiera)        | C     | Nabil Fekir      |
| 9  | Spagna (bandiera)         | A     | Borja Iglesias   |
| 9  | Argentina (bandiera)      | A     | Ezequiel Ávila   |
| 10 | Spagna (bandiera)         | C     | Ayoze Pérez      |
| 11 | Brasile (bandiera)        | A     | Luiz Henrique    |
| 11 | RD del Congo (bandiera)   | A     | Cédric Bakambu   |
| 12 | Brasile (bandiera)        | A     | Willian José     |
| 13 | Portogallo (bandiera)     | P     | Rui Silva        |
| 14 | Portogallo (bandiera)     | C     | William Carvalho |

| N. |                    | Ruolo | Calciatore                |
| -- | ------------------ | ----- | ------------------------- |
| 15 | Spagna (bandiera)  | D     | Marc Bartra               |
| 16 | Spagna (bandiera)  | A     | Juan Cruz                 |
| 17 | Spagna (bandiera)  | C     | Rodri                     |
| 18 | Messico (bandiera) | C     | Andrés Guardado           |
| 18 | Spagna (bandiera)  | C     | Pablo Fornals             |
| 19 | Italia (bandiera)  | D     | Luiz Felipe               |
| 19 | Grecia (bandiera)  | D     | Sōkratīs Papastathopoulos |
| 20 | Brasile (bandiera) | D     | Abner                     |
| 21 | Spagna (bandiera)  | C     | Marc Roca                 |
| 22 | Spagna (bandiera)  | C     | Isco                      |
| 23 | Senegal (bandiera) | D     | Youssouf Sabaly           |
| 24 | Spagna (bandiera)  | A     | Aitor Ruibal              |
| 27 | Spagna (bandiera)  | C     | Sergi Altimira            |
| 28 | Marocco (bandiera) | D     | Chadi Riad                |
| 30 | Spagna (bandiera)  | P     | Fran Vieites              |
| 38 | Spagna (bandiera)  | A     | Assane Diao               |

## Calciomercato

### Sessione estiva
| Acquisti         | Acquisti        | Acquisti         | Acquisti      |
| R.               | Nome            | da               | Modalità      |
| ---------------- | --------------- | ---------------- | ------------- |
| D                | Héctor Bellerín | Sporting Lisbona | gratuito      |
| C                | Isco            |                  | svincolato    |
| A                | Álex Collado    | Barcellona       | gratuito      |
| A                | Ayoze Pérez     | Leicester City   | gratuito      |
| D                | Marc Roca       | Leeds Utd        | prestito      |
| D                | Marc Bartra     | Trabzonspor      | gratuito      |
| Altre operazioni |                 |                  |               |
| R.               | Nome            | da               | Modalità      |
| A                | Raúl García     | Mirandés         | fine prestito |
| A                | Loren Morón     | Las Palmas       | fine prestito |
| A                | Rober           | Alavés           | fine prestito |

| Cessioni         | Cessioni       | Cessioni        | Cessioni                   |
| R.               | Nome           | a               | Modalità                   |
| ---------------- | -------------- | --------------- | -------------------------- |
| D                | Luiz Felipe    | Al-Ittihad      | definitivo (22 milioni €)  |
| C                | Sergio Canales | Monterrey       | definitivo (10 milioni €)  |
| D                | Edgar González | Almería         | definitivo (4,5 milioni €) |
| C                | Paul Akouokou  | Olympique Lione | definitivo (3 milioni €)   |
| D                | Fran Delgado   | Farense         | definitivo                 |
| P                | Dani Martín    | FC Andorra      | gratuito                   |
| A                | Loren Morón    | Arīs Salonicco  | gratuito                   |
| D                | Martín Montoya | Arīs Salonicco  | gratuito                   |
| A                | Álex Collado   | Al-Okhdood      | prestito                   |
| A                | Rober          | N.E.C.          | prestito                   |
| D                | Félix Garreta  | Amorebieta      | prestito                   |
| A                | Juanmi         | Al-Riyadh       | prestito (1 milione €)     |
| Altre operazioni |                |                 |                            |
| R.               | Nome           | da              | Modalità                   |
| A                | Joaquín        |                 | ritiro                     |
| D                | Víctor Ruiz    |                 | svincolato                 |

### Sessione invernale
| Acquisti         | Acquisti       | Acquisti      | Acquisti                 |
| R.               | Nome           | da            | Modalità                 |
| ---------------- | -------------- | ------------- | ------------------------ |
| C                | Johnny         | Internacional | definitivo (6 milioni €) |
| C                | Pablo Fornals  | West Ham Utd  | definitivo (8 milioni €) |
| A                | Cédric Bakambu | Galatasaray   | definitivo (5 milioni €) |
| A                | Ezequiel Ávila | Osasuna       | definitivo (4 milioni €) |
| Altre operazioni |                |               |                          |
| R.               | Nome           | da            | Modalità                 |
| A                | Juanmi         | Al-Riyadh     | fine prestito            |

| Cessioni         | Cessioni        | Cessioni         | Cessioni                  |
| R.               | Nome            | a                | Modalità                  |
| ---------------- | --------------- | ---------------- | ------------------------- |
| C                | Andrés Guardado | León             | gratuito                  |
| A                | Borja Iglesias  | Bayer Leverkusen | prestito (1 milione €)    |
| A                | Luiz Henrique   | Botafogo         | definitivo (16 milioni €) |
| A                | Juan Cruz       | Leganés          | prestito                  |
| Altre operazioni |                 |                  |                           |
| R.               | Nome            | da               | Modalità                  |
| A                | Juanmi          | Cadice           | prestito                  |

## Risultati

### Primera División

#### Girone di andata
| Arbitro: | Ortiz Arias |

|               |           |                                 |
| J. Cuenca 61’ | Marcatori | 20’ A. Pérez 90+5’ Willian José |

| Siviglia 20 agosto 2023, ore 21:30 CEST 2ª giornata | Betis                        | 0 – 0 referto | Atlético Madrid | Stadio Benito Villamarín\| Arbitro: \| Ricardo de Burgos Bengoetxea \| |
| Arbitro:                                            | Ricardo de Burgos Bengoetxea |               |                 |                                                                        |

| Arbitro: | César Soto Grado |

|                                                       |           |                          |
| Vesga 30’ (rig.), 45’ (rig.) Guruzeta 45+7’ Gómez 84’ | Marcatori | 2’ Willian José 10’ Isco |

| Arbitro: | Alejandro Muñiz Ruiz |

|                  |           |  |
| Willian José 53’ | Marcatori |  |

| Arbitro: | José María Sánchez Martínez |

|                                                                         |           |  |
| João Félix 25’ Lewandowski 32’ Ferrán 62’ Raphinha 66’ João Cancelo 81’ | Marcatori |  |

| Arbitro: | Miguel Ángel Ortiz Arias |

|                  |           |              |
| G. Rodríguez 60’ | Marcatori | 41’ C. Ramos |

| Arbitro: | Víctor García Verdura |

|          |           |          |
| Boyé 67’ | Marcatori | 51’ Diao |

| Arbitro: | Ricardo de Burgos Bengoetxea |

|                                  |           |  |
| Diao 41’ Roca 52’ Ezzalzouli 85’ | Marcatori |  |

| Arbitro: | Alejandro Hernández Hernández |

|                     |           |              |
| Bellerín 35’ (aut.) | Marcatori | 32’ A. Pérez |

| Arbitro: | Cesar Soto Grado |

|                   |           |         |
| Borja Mayoral 17’ | Marcatori | 1’ Roca |

| Arbitro: | José María Sánchez Martínez |

|                               |           |                  |
| Willian José 45+1’ Isco 90+4’ | Marcatori | 85’ Rubén García |

| Arbitro: | Ortiz Arias |

|                              |           |  |
| Willian José 7’ A. Pérez 65’ | Marcatori |  |

| Arbitro: | Jesús Gil Manzano |

|             |           |                 |
| Rakitić 79’ | Marcatori | 72’ Ayoze Pérez |

| Arbitro: | García Verdura |

|                  |           |  |
| Willian José 19’ | Marcatori |  |

| Almeria 3 dicembre 2023, ore 16:15 CET 15ª giornata | Almería    | 0 – 0 referto | Betis | Power Horse Stadium (14 253 spett.)\| Arbitro: \| Muñiz Ruiz \| |
| Arbitro:                                            | Muñiz Ruiz |               |       |                                                                 |

| Arbitro: | Soto Grado |

|            |           |                |
| Ruibal 66’ | Marcatori | 53’ Bellingham |

| San Sebastián 17 dicembre 2023, ore 16:15 CET 17ª giornata | Real Sociedad         | 0 – 0 referto | Betis | Reale Arena (33 172 spett.)\| Arbitro: \| Mateo Busquets Ferrer \| |
| Arbitro:                                                   | Mateo Busquets Ferrer |               |       |                                                                    |

| Arbitro: | De Burgos Bengoetxea |

|              |           |                   |
| Pezzella 88’ | Marcatori | 39’ (rig.) Dovbyk |

| Arbitro: | Ortiz Arias |

|                                      |           |           |
| Iago Aspas 16’ (rig.) Swedberg 90+6’ | Marcatori | 6’ Ruibal |

#### Girone di ritorno
| Arbitro: | Cuadra Fernández |

|          |           |  |
| Isco 76’ | Marcatori |  |

| Arbitro: | Gil Manzano |

|               |           |                                       |
| Isco 56’, 59’ | Marcatori | 21’, 48’, 90+2’ Torres 90’ João Félix |

| Arbitro: | Iglesias Villanueva |

|  |           |                |
|  | Marcatori | 45+1’ Altimira |

| Arbitro: | Pulido Santana |

|                 |           |                     |
| Isco 35’ (rig.) | Marcatori | 8’ (rig.) Greenwood |

| Arbitro: | De Burgos Bengoetxea |

|  |           |                             |
|  | Marcatori | 6’ Willian José 46’ Fornals |

| Siviglia 18 febbraio 2024, ore 21:00 CET 25ª giornata | Betis           | 0 – 0 referto | Alavés | Stadio Benito Villamarín (43 514 spett.)\| Arbitro: \| Busquets Ferrer \| |
| Arbitro:                                              | Busquets Ferrer |               |        |                                                                           |

| Arbitro: | Cuadra Fernández |

|                                           |           |              |
| Ávila 13’ Berchiche 38’ (aut.) Johnny 67’ | Marcatori | 52’ Guruzeta |

| Arbitro: | Soto Grado |

|                                |           |                 |
| Rui Silva 8’ (aut.) Morata 44’ | Marcatori | 62’ W. Carvalho |

| Arbitro: | Hernández Hernández |

|                                     |           |                                                   |
| G. Rodríguez 30’ Willian José 45+2’ | Marcatori | 40’ Baena 48’ (aut.) Papastathopoulos 67’ Sørloth |

| Arbitro: | Pulido Santana |

|                         |           |  |
| Lejeune 40’ Camello 78’ | Marcatori |  |

| Arbitro: | Gil Manzano |

|                                     |           |                         |
| Dovbyk 36’ (rig.), 65’ Stuani 90+2’ | Marcatori | 45+4’, 76’ Willian José |

| Arbitro: | Martínez Munuera |

|                       |           |                     |
| Miranda 53’ Fekir 83’ | Marcatori | 90+1’ Strand Larsen |

| Arbitro: | Busquets Ferrer |

|                   |           |                   |
| Pepelu 66’ (rig.) | Marcatori | 19’, 77’ A. Pérez |

| Arbitro: | Sánchez Martínez |

|                 |           |              |
| Isco 38’ (rig.) | Marcatori | 56’ K. Salas |

| Arbitro: | García Verdura |

|  |           |                            |
|  | Marcatori | 41’ A. Pérez 45+3’ Fornals |

| Arbitro: | Muñiz Ruiz |

|                                  |           |                                   |
| Fornals 8’ Isco 28’ A. Pérez 64’ | Marcatori | 45+1’ Léo Baptistão 66’ L. Romero |

| Arbitro: | Iglesias Villanueva |

|                           |           |                                |
| Á. Suárez 27’ Moleiro 64’ | Marcatori | 21’ (aut.) Mármol 49’ A. Pérez |

| Arbitro: | Martínez Munuera |

|  |           |                         |
|  | Marcatori | 5’ B. Méndez 42’ Merino |

| Madrid 25 maggio 2024, ore 21:00 CEST 38ª giornata | Real Madrid       | 0 – 0 referto | Betis | Stadio Santiago Bernabéu (73 614 spett.)\| Arbitro: \| De Mera Escuderos \| |
| Arbitro:                                           | De Mera Escuderos |               |       |                                                                             |

### Coppa del Re
| Arbitro: | Isidro Díaz de Mera Escuderos |

|           |           | |
| Nieto 55’ | Marcatori | 4’, 20’, 37’ Rodri 6’, 33’, 40’, 43’ Willian José 9’ Luiz Henrique 16’, 50’ Ezzalzouli 86’ Roca 90’ Diao |

| Arbitro: | Bernal Martín |

|          |           |                                     |
| Cano 63’ | Marcatori | 89’ Ezzalzouli 90+3’ Borja Iglesias |

| Arbitro: | Bueno Mateo |

|               |           |  |
| Benavídez 57’ | Marcatori |  |

### UEFA Europa League

#### Fase a gironi
| Arbitro: | Lawrence Visser |

|          |           |  |
| Sima 68’ | Marcatori |  |

| Arbitro: | Duje Strukan |

|                  |           |                |
| Diao 9’ Isco 79’ | Marcatori | 3’ Birmančević |

| Arbitro: | Filip Glova |

|  |           |           |
|  | Marcatori | 75’ Pérez |

| Arbitro: | Mohammed Al-Hakim |

|                                                         |           |             |
| Borja Iglesias 34’ Ruibal 64’ Roca 79’ Ezzalzouli 90+4’ | Marcatori | 84’ Kokorin |

| Arbitro: | Nikola Dabanović |

|              |           |  |
| Haraslin 54’ | Marcatori |  |

| Arbitro: | Srđan Jovanović |

|                       |           |                                |
| Miranda 14’ Pérez 37’ | Marcatori | 10’ Sima 20’ Dessers 78’ Roofe |

### UEFA Europa Conference League

#### Fase a eliminazione diretta

##### Spareggi
| Arbitro: | Mykola Balakin |

|  |           |                     |
|  | Marcatori | 76’ (rig.) Petković |

| Arbitro: | Urs Schnyder |

|            |           |             |
| Kaneko 59’ | Marcatori | 38’ Bakambu |

## Statistiche finali

### Statistiche di squadra
| Competizione      | Punti | In casa | In casa | In casa | In casa | In casa | In casa | In trasferta | In trasferta | In trasferta | In trasferta | In trasferta | In trasferta | Totale | Totale | Totale | Totale | Totale | Totale | DR  |
| Competizione      | Punti | G       | V       | N       | P       | Gf      | Gs      | G            | V            | N            | P            | Gf           | Gs           | G      | V      | N      | P      | Gf     | Gs     | DR  |
| ----------------- | ----- | ------- | ------- | ------- | ------- | ------- | ------- | ------------ | ------------ | ------------ | ------------ | ------------ | ------------ | ------ | ------ | ------ | ------ | ------ | ------ | --- |
| Liga              | 57    | 19      | 8       | 7       | 3       | 27      | 21      | 19           | 5            | 8            | 6            | 21           | 26           | 38     | 14     | 15     | 9      | 48     | 45     | +3  |
| Coppa del Re      |       |         |         |         |         |         |         | 3            | 2            | 0            | 1            | 14           | 3            | 3      | 2      | 0      | 1      | 14     | 3      | +11 |
| Europa League     | 9     | 3       | 2       | 0       | 1       | 8       | 5       | 3            | 1            | 0            | 2            | 1            | 2            | 6      | 3      | 0      | 3      | 9      | 7      | +2  |
| Conference League |       | 1       | 0       | 0       | 1       | 0       | 1       | 1            | 0            | 1            | 0            | 1            | 1            | 2      | 0      | 1      | 1      | 1      | 2      | -1  |
| Totale            |       | 23      | 11      | 7       | 5       | 35      | 25      | 26           | 8            | 9            | 9            | 37           | 32           | 49     | 19     | 16     | 14     | 72     | 57     | +15 |

### Andamento in campionato
| Giornata  | 1 | 2 | 3 | 4 | 5  | 6  | 7  | 8 | 9 | 10 | 11 | 12 | 13 | 14 | 15 | 16 | 17 | 18 | 19 | 20 | 21 | 22 | 23 | 24 | 25 | 26 | 27 | 28 | 29 | 30 | 31 | 32 | 33 | 34 | 35 | 36 | 37 | 38 |
| --------- | - | - | - | - | -- | -- | -- | - | - | -- | -- | -- | -- | -- | -- | -- | -- | -- | -- | -- | -- | -- | -- | -- | -- | -- | -- | -- | -- | -- | -- | -- | -- | -- | -- | -- | -- | -- |
| Luogo     | T | C | T | C | T  | C  | T  | C | T | T  | C  | C  | T  | C  | T  | C  | T  | C  | T  | C  | C  | T  | C  | T  | C  | C  | T  | C  | T  | T  | C  | T  | C  | T  | C  | T  | C  | T  |
| Risultato | V | N | P | V | P  | N  | N  | V | N | N  | V  | V  | N  | V  | N  | N  | N  | N  | P  | V  | P  | V  | N  | V  | N  | V  | P  | P  | P  | P  | V  | V  | N  | V  | V  | N  | P  | N  |
| Posizione | 6 | 7 | 9 | 7 | 10 | 10 | 10 | 7 | 8 | 9  | 7  | 6  | 7  | 7  | 7  | 7  | 7  | 7  | 7  | 7  | 9  | 7  | 8  | 6  | 7  | 6  | 6  | 7  | 7  | 8  | 8  | 7  | 7  | 7  | 6  | 7  | 7  | 7  |

### Statistiche dei giocatori
Aggiornata al 25 maggio 2024.
Sono in corsivo i calciatori che hanno lasciato la società a stagione in corso.
| Giocatore           | Liga     | Liga | Liga        | Liga       | Coppa del Re | Coppa del Re | Coppa del Re | Coppa del Re | Europa League | Europa League | Europa League | Europa League | Conference League | Conference League | Conference League | Conference League | Totale   | Totale | Totale      | Totale     |
| Giocatore           | Presenze | Reti | Ammonizioni | Espulsioni | Presenze     | Reti         | Ammonizioni  | Espulsioni   | Presenze      | Reti          | Ammonizioni   | Espulsioni    | Presenze          | Reti              | Ammonizioni       | Espulsioni        | Presenze | Reti   | Ammonizioni | Espulsioni |
| ------------------- | -------- | ---- | ----------- | ---------- | ------------ | ------------ | ------------ | ------------ | ------------- | ------------- | ------------- | ------------- | ----------------- | ----------------- | ----------------- | ----------------- | -------- | ------ | ----------- | ---------- |
| Abner               | 23       | 0    | 3           | 0          | 1            | 0            | 0            | 0            | 5             | 0             | 1             | 0             | 0                 | 0                 | 0                 | 0                 | 29       | 0      | 4           | 0          |
| P. Akouokou         | 2        | 0    | 0           | 0          | 0            | 0            | 0            | 0            | 0             | 0             | 0             | 0             | -                 | -                 | -                 | -                 | 2        | 0      | 0           | 0          |
| S. Altimira         | 14       | 1    | 2           | 0          | 3            | 0            | 0            | 0            | 0             | 0             | 0             | 0             | 0                 | 0                 | 0                 | 0                 | 17       | 1      | 2           | 0          |
| E. Ávila            | 6        | 1    | 4           | 1          | 0            | 0            | 0            | 0            | 0             | 0             | 0             | 0             | 0                 | 0                 | 0                 | 0                 | 6        | 1      | 4           | 1          |
| C. Bakambu          | 4        | 0    | 1           | 0          | 0            | 0            | 0            | 0            | 0             | 0             | 0             | 0             | 1                 | 1                 | 0                 | 0                 | 5        | 1      | 1           | 0          |
| M. Bartra           | 3        | 0    | 0           | 0          | 0            | 0            | 0            | 0            | 1             | 0             | 1             | 0             | 0                 | 0                 | 0                 | 0                 | 4        | 0      | 1           | 0          |
| H. Bellerín         | 23       | 0    | 0           | 1          | 2            | 0            | 0            | 0            | 3             | 0             | 0             | 0             | 2                 | 0                 | 0                 | 0                 | 30       | 0      | 0           | 1          |
| C. Bravo            | 7        | -5   | 0           | 0          | 0            | 0            | 0            | 0            | 2             | -2            | 0             | 0             | 0                 | 0                 | 0                 | 0                 | 9        | -7     | 0           | 0          |
| P. Busto            | 2        | 0    | 0           | 0          | 0            | 0            | 0            | 0            | 0             | 0             | 0             | 0             | 0                 | 0                 | 0                 | 0                 | 2        | 0      | 0           | 0          |
| W. Carvalho         | 22       | 1    | 2           | 0          | 2            | 0            | 0            | 0            | 4             | 0             | 0             | 0             | 2                 | 0                 | 1                 | 0                 | 30       | 1      | 3           | 0          |
| J. Cruz             | 5        | 0    | 0           | 0          | 3            | 0            | 0            | 0            | 0             | 0             | 0             | 0             | 0                 | 0                 | 0                 | 0                 | 8        | 0      | 0           | 0          |
| A. Diao             | 19       | 2    | 4           | 0          | 3            | 1            | 0            | 0            | 4             | 1             | 1             | 0             | 2                 | 0                 | 1                 | 0                 | 28       | 4      | 6           | 0          |
| A. Ezzalzouli       | 26       | 1    | 1           | 0          | 2            | 3            | 0            | 0            | 6             | 1             | 0             | 0             | 2                 | 0                 | 0                 | 0                 | 36       | 5      | 1           | 0          |
| E. Fernández        | 0        | 0    | 0           | 0          | 0            | 0            | 0            | 0            | 1             | 0             | 0             | 0             | 0                 | 0                 | 0                 | 0                 | 1        | 0      | 0           | 0          |
| N. Fekir            | 19       | 1    | 1           | 0          | 1            | 0            | 0            | 0            | 2             | 0             | 0             | 0             | 2                 | 0                 | 0                 | 0                 | 24       | 1      | 1           | 0          |
| P. Fornals          | 15       | 3    | 1           | 0          | 0            | 0            | 0            | 0            | 0             | 0             | 0             | 0             | 0                 | 0                 | 0                 | 0                 | 15       | 3      | 1           | 0          |
| Luiz Felipe         | 4        | 0    | 1           | 0          | 0            | 0            | 0            | 0            | 0             | 0             | 0             | 0             | -                 | -                 | -                 | -                 | 4        | 0      | 1           | 0          |
| A. Guardado         | 12       | 0    | 1           | 0          | 2            | 0            | 0            | 0            | 5             | 0             | 1             | 0             | 0                 | 0                 | 0                 | 0                 | 19       | 0      | 2           | 0          |
| L. Henrique         | 13       | 0    | 1           | 0          | 2            | 1            | 1            | 0            | 5             | 0             | 0             | 0             | 0                 | 0                 | 0                 | 0                 | 20       | 1      | 2           | 0          |
| B. Iglesias         | 11       | 0    | 2           | 0          | 1            | 1            | 0            | 0            | 6             | 1             | 0             | 0             | 0                 | 0                 | 0                 | 0                 | 18       | 2      | 2           | 0          |
| Isco                | 29       | 8    | 9           | 0          | 1            | 0            | 0            | 0            | 6             | 1             | 1             | 0             | 0                 | 0                 | 0                 | 0                 | 36       | 9      | 10          | 0          |
| Johnny              | 17       | 1    | 3           | 0          | 0            | 0            | 0            | 0            | 0             | 0             | 0             | 0             | 2                 | 0                 | 0                 | 0                 | 19       | 1      | 3           | 0          |
| Willian José        | 33       | 10   | 0           | 1          | 3            | 4            | 0            | 0            | 5             | 0             | 0             | 0             | 2                 | 0                 | 0                 | 0                 | 43       | 14     | 0           | 1          |
| N. Mendy            | 0        | 0    | 0           | 0          | 1            | 0            | 1            | 0            | 0             | 0             | 0             | 0             | 0                 | 0                 | 0                 | 0                 | 1        | 0      | 1           | 0          |
| J. Miranda          | 25       | 1    | 8           | 0          | 2            | 0            | 0            | 0            | 3             | 1             | 1             | 0             | 2                 | 0                 | 0                 | 0                 | 32       | 2      | 9           | 0          |
| S. Papastathopoulos | 15       | 0    | 6           | 0          | 1            | 0            | 0            | 0            | 0             | 0             | 0             | 0             | 0                 | 0                 | 0                 | 0                 | 16       | 0      | 6           | 0          |
| G. Pezzella         | 32       | 1    | 7           | 0          | 1            | 0            | 0            | 0            | 6             | 0             | 2             | 0             | 1                 | 0                 | 1                 | 0                 | 40       | 1      | 10          | 0          |
| A. Pérez            | 31       | 9    | 4           | 0          | 1            | 0            | 0            | 0            | 6             | 2             | 1             | 0             | 0                 | 0                 | 0                 | 0                 | 38       | 11     | 5           | 0          |
| X. Pleguezelo       | 0        | 0    | 0           | 0          | 0            | 0            | 0            | 0            | 0             | 0             | 0             | 0             | 1                 | 0                 | 0                 | 0                 | 1        | 0      | 0           | 0          |
| M. Roca             | 26       | 2    | 5           | 0          | 3            | 1            | 1            | 0            | 6             | 1             | 1             | 0             | 2                 | 0                 | 0                 | 0                 | 37       | 4      | 7           | 0          |
| Rodri               | 29       | 0    | 1           | 0          | 2            | 3            | 0            | 0            | 3             | 0             | 0             | 0             | 2                 | 0                 | 0                 | 0                 | 36       | 3      | 1           | 0          |
| C. Riad             | 26       | 0    | 1           | 0          | 2            | 0            | 0            | 0            | 0             | 0             | 0             | 0             | 2                 | 0                 | 0                 | 0                 | 30       | 0      | 1           | 0          |
| G. Rodríguez        | 24       | 2    | 5           | 0          | 0            | 0            | 0            | 0            | 5             | 0             | 3             | 0             | 0                 | 0                 | 0                 | 0                 | 29       | 2      | 8           | 0          |
| A. Ruibal           | 18       | 2    | 5           | 0          | 3            | 0            | 0            | 0            | 5             | 1             | 2             | 0             | 2                 | 0                 | 1                 | 0                 | 28       | 3      | 8           | 0          |
| Y. Sabaly           | 12       | 0    | 2           | 0          | 0            | 0            | 0            | 0            | 0             | 0             | 0             | 0             | 0                 | 0                 | 0                 | 0                 | 12       | 0      | 2           | 0          |
| Rui Silva           | 28       | -36  | 4           | 0          | 3            | -3           | 0            | 0            | 4             | -5            | 0             | 0             | 2                 | -2                | 0                 | 0                 | 37       | -46    | 4           | 0          |
| G. Sorroche         | 0        | 0    | 0           | 0          | 0            | 0            | 0            | 0            | 0             | 0             | 0             | 0             | 1                 | 0                 | 0                 | 0                 | 1        | 0      | 0           | 0          |
| F. Vieites          | 4        | -4   | 0           | 0          | 0            | 0            | 0            | 0            | 0             | 0             | 0             | 0             | 0                 | 0                 | 0                 | 0                 | 4        | -4     | 0           | 0          |
| R. Visus            | 3        | 0    | 0           | 0          | 1            | 0            | 0            | 0            | 0             | 0             | 0             | 0             | 0                 | 0                 | 0                 | 0                 | 4        | 0      | 0           | 0          |